# Scotoecus
A Scotoecus az emlősök (Mammalia) osztályának a denevérek (Chiroptera) rendjébe, ezen belül a kis denevérek (Microchiroptera) alrendjébe és a simaorrú denevérek (Vespertilionidae) családjába tartozó nem.
Korábban a Scotoecus-fajokat a Nycticeius nembe sorolták.

## Rendszerezés
A nembe az alábbi 5 faj tartozik:
- Scotoecus albigula Thomas, 1909
- Scotoecus albofuscus Thomas, 1890 - típusfaj
- Scotoecus hindei Thomas, 1901
- Scotoecus hirundo de Winton, 1899
- Scotoecus pallidus Dobson, 1876